# Площадь Ушакова (Севастополь)
Площадь Ушакова — площадь в Ленинском районе Севастополя, одна из старейших площадей города и самая большая из площадей центрального кольца города. С восточной стороны она не застроена, и с площади открывается вид на Корабельную сторону, Южную бухту и зеленые холмы Гераклейского полуострова.

## История

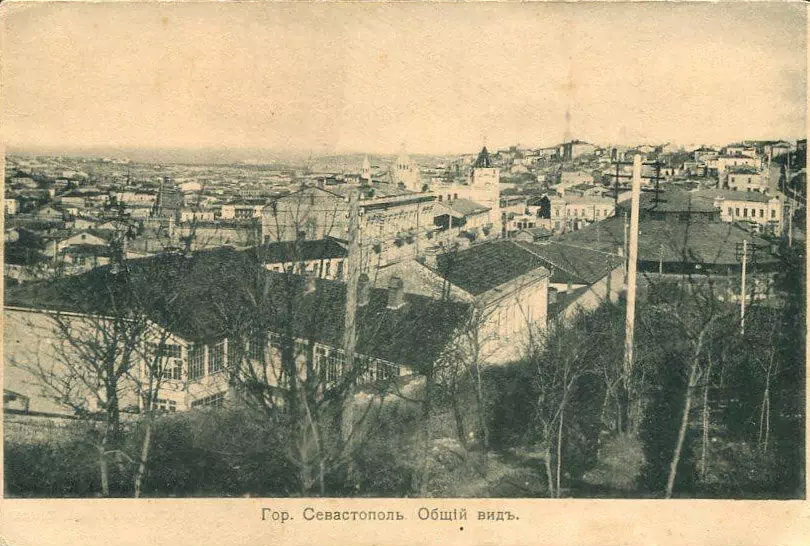
Севастополь, площадь Новосильского. Справа цирк Труцци

Площадь возникла в XVIII веке, долгое время была городской окраиной. Площадь несколько раз меняла название — с начала XIX в. она называлась Фонтанной, так как к ней подходил водопровод и работал фонтан, из которого жители брали воду. С 1842 г., после того как на площади был построен театр — Театральная. В 1885 году ей присвоили имя героя первой обороны Ф. М. Новосильского.
В 1908 году в центре площади было вновь отстроено теплое здание цирка Труцци под руководством Жижетто Труцци. Здание было разобрано в 1921 году.
На площади в 1911 году был возведён Костёл Климента Римского, в советское время кинотеатр «Дружба».
в 1921 году переименовали в площадь Коммуны, а в 1954 году дали её нынешнее имя.
29 июня 1983 года на площади был установлен бюст адмирала Ушакова (скульптор С. А. Чиж, архитектор и Г. Г. Кузьминский и А. С. Гладков).

Бюст адмирала Ушакова